# سیارک ۴۱۷۷
سیارک ۴۱۷۷ (به انگلیسی: 4177 Kohman، نامگذاری:1987SS1) چهار هزار و صد و هفتاد و هفتمین سیارک کشف شده‌است که در ۲۱ سپتامبر ۱۹۸۷ کشف شد.
قدر مطلق سیارک برابر ۱۲٫۷۰ است.